# Guignardia epilobii
Guignardia epilobii är en svampart som först beskrevs av Carl (Karl) Friedrich Wilhelm Wallroth, och fick sitt nu gällande namn av Gustav Lindau 1946. Guignardia epilobii ingår i släktet Guignardia och familjen Botryosphaeriaceae.   Inga underarter finns listade i Catalogue of Life.
I den svenska databasen Dyntaxa används istället namnet Discosphaerina epilobii för samma taxon.  Arten är reproducerande i Sverige.